# Stépanos Orbélian
Stépanos (ou Étienne) Orbélian (en arménien Ստեպանոս Օրբելյան ; ca. 1250/60 - 1303) est un historien arménien du XIIIe siècle ainsi qu'un métropolite de Siounie. Il est principalement connu pour son Histoire de Siounie, qui prolonge l'Histoire de l'Arménie de Moïse de Khorène.

## Biographie

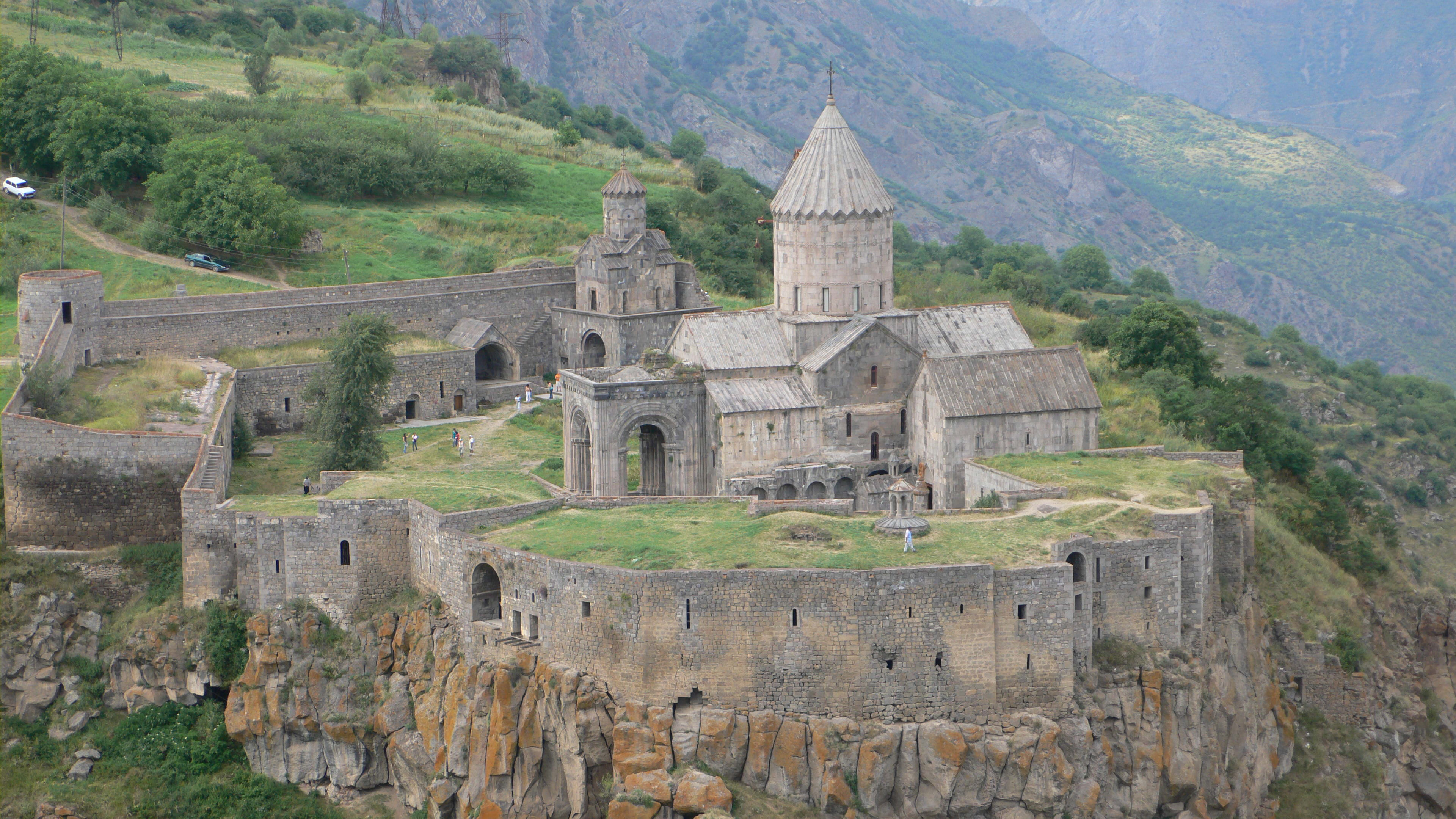
Le complexe monastique de Tatev.

Stépanos Orbélian est un membre de la famille des Orbélian, princes de Siounie. Né dans la seconde moitié du XIIIe siècle, il reçoit son éducation dans un séminaire et manifeste une propension certaine pour les lettres et la musique ; en 1285, son père, Tarsayich Orbélian, l'envoie en Petite-Arménie se faire ordonner métropolite. Pendant trois mois, il y est l'invité du roi Léon III, avant de refuser d'être candidat au catholicossat et de rentrer en Siounie en 1287 ; il s'y établit au monastère de Tatev, où il rédige ses œuvres principales. 
Stépanos meurt en 1303 ou 1305 et est enterré dans le mausolée familial du monastère de Noravank. Le khatchkar de sa tombe est réalisé par le sculpteur Momik en 1304 ou 1306. Le même Momik a auparavant enluminé un manuscrit pour Stépanos.

## Œuvres
La plus connue des œuvres de Stépanos Orbélian, l'Histoire de Siounie (1297), couvre l'histoire de la Siounie et des Orbélian. Avant d'en commencer la rédaction, il a mené un important travail de recherche, recourant à des sources variées telles que discours, lettres, colophons, chroniques arméniennes antérieures et ouvrages géorgiens. À l'instar de ses prédécesseurs, Stépanos débute brièvement avec la création du monde et Adam et Ève (qu'il relie aux princes siounides), avant d'en arriver rapidement à l'histoire de la Siounie, du roi Tiridate Ier au XIIIe siècle ; il y décrit notamment les rivalités entre Orbélian et Zakarian. Ce livre est une source majeure pour l'histoire régionale, unique en son genre. 
Stépanos est également l'auteur de Lamentation pour la cathédrale (1300), un poème allégorique, prenant pour modèle la Lamentation sur la ville d'Édesse de Nersès IV Chnorhali, qui s'apitoie notamment sur les invasions mongoles en Arménie zakaride et mameloukes en Cilicie (la cathédrale en question est Etchmiadzin). Il a en outre rédigé un Argument contre le dyophysisme (1302) ; cette œuvre dogmatique est une défense de la foi et des croyances arméniennes contre la rumeur d'une union de l'Église apostolique arménienne avec l'Église catholique romaine.